# 小山政彦
小山 政彦（こやま まさひこ、1947年7月6日 - ）は、東京都出身の経営コンサルタント。株式会社船井総合研究所元代表取締役会長。株式会社風土代表取締役会長。

## 経歴
東京都生まれ。開成高等学校、早稲田大学理工学部数学科卒業。1984年6月、日本マーケティングセンター（現船井総合研究所）に入社。入社3年目には1億円の売上を上げ、7年目には3億円以上を稼ぐコンサルタントとなった。コンサルタントになってからは、自身の数理マーケティング理論として『船井流マーケティングの真髄』を著した。船井総研創業者の船井幸雄は「10年に一人の天才コンサルタント」と言った。
副社長を経て、2000年、同社代表取締役社長に就任。社長就任後は船井グループの業績を回復させ、大証2部から東証1部に上場させたため船井は「船井総研・中興の祖」と評した。
2010年に代表取締役会長に就任（2013年まで）。

## 主な著書・共著
- 『船井流マーケティングの真髄 - 一番店づくりの原理原則』（ビジネス社、1992年）
- 『船井流肩書きがついたら読む本 - 信頼をもたらす<オール肯定>の極意』（大和出版、1993年）
- 『船井流マーケットと時流の読み方 - 76の数字でつかむ経営上手へのコツ』（実業之日本社、1994年）
- 『船井流マーケティングの極意』（ビジネス社、1994年）
- 『船井流流通大変革論―目的来店性』（佐藤芳直と共著、日刊工業新聞社、1995年）
- 『船井流ヒト(経営資源)の活かし方 - ヒト、モノ、カネ、情報、運、ツキの経営学』（実業之日本社、1994年）
- 『船井幸雄に学ぶ成功の黄金律 - 「独自固有の長所」を伸ばし、人生に勝つ』（大和出版、1995年）
- 『「船井流」価値観大転換期における生き残りのセオリー』（実業之日本社、1997年）
- 『人を敵にまわすか味方にするか - 「船井流・一体化」の極意』（大和出版、1997年）
- 『心をつかむ力 - 人間力時代のビジネスヒント』（PHP研究所、1997年）
- 『時代の頭をつかめ! - 会社は必ず変えられる』（総合法令出版、1999年）
- 『業界再生、ほんもの化のシナリオ』（同朋舎、1999年）
- 『「客の集まるサービス」ができる本 - 「顧客満足」「感動企画」「リピーターづくり」の仕事術』（成美堂文庫、2000年）
- 『船井流販売計画の立て方』（岩崎剛幸と共著、実業之日本社、2001年）
- 『トリプル・トレンドから見た５年後』（船井幸雄と共著、ビジネス社、2002年）
- 『長所伸展の法則』（船井幸雄と共著、ビジネス社、2003年）
- 『とことん聞く経営』（サンマーク出版、2003年）
- 『ベタ惚れさせるマネージメント』（講談社、2004年）
- 『素頭で１億円稼ぐ仕事塾』（ビジネス社、2004年）
- 『へぇ、儲かる会社はこんなことをやっているんだ！』（三笠書房、2005年）
- 『こうすればあなたの会社は「１００年存続」できる！』（実業之日本社、2006年）
- 『勉強について、私たちの考え方と方法』（羽生善治と共著、PHP研究所、2007年）
- 『挑戦！グレートカンパニーへの道』（同文館出版、2007年）
- 『デキる上司の伝える力』（あさ出版、2008年）
- 『何があっても倒産させない社長力』（こう書房、2009年）
- 『幸せに生きるための法則』（創英社/三省堂書店、2011年）
- 『9割の会社は社長で決まる』（中経出版、2011年）
- 『9割の会社は人事育成で決まる！』（中経出版、2012年）

ほか約20冊